# Sober (Lugo)
Sober er en by og kommune i det nordvestlige Spanien i provinsen Lugo. Den har et indbyggertal på 2.129 (2024) indbyggere.